# Juli 2008
Dit artikel geeft een chronologisch overzicht van belangrijke gebeurtenissen per dag in de maand juli van het jaar 2008.

## Gebeurtenissen

### 1 juli
- In Nederland geldt vanaf heden een rookverbod in onder andere de horeca.
- Het Duitse Giesecke & Devrient stopt met het leveren van papier voor bankbiljetten aan Zimbabwe. De stap weerspiegelt de zorgen van de internationale gemeenschap over de politieke crisis in het Afrikaanse land, aldus het bedrijf in een verklaring.
- De Mongoolse president Nambariin Enkhbayar roept de noodtoestand uit nadat in de hoofdstad Ulaanbaatar hevige rellen zijn uitgebroken. Duizenden aanhangers van de oppositie gingen de straat op uit woede over de parlementsverkiezingen die zondag waren gehouden.

### 2 juli
- Onderzoekers melden in het tijdschrift Nature de vondst van koolstofdeeltjes in 4,4 miljard jaar oude zirkoonkristallen. Koolstof is doorgaans een product van fotosynthese; de gevonden stukjes diamant zouden daarmee het ontstaan van leven op Aarde zo'n 500 miljoen jaar vroeger plaatsen dan tot nu toe gedacht.
- Het faillissement van MPU Offshore Lift laat Keppel Verolme achter met de onvoltooide MPU Heavy Lifter in zijn dok.
- Na zes jaar gegijzeld te zijn door de Revolutionaire Strijdkrachten van Colombia (FARC) wordt politica Íngrid Betancourt met veertien anderen door een elite-eenheid van het Colombiaanse leger bevrijd.

### 3 juli
- Ruim tweeduizend Amerikaanse mariniers blijven een maand langer in het zuiden van Afghanistan.
- Thomas Beatie (34), die wereldwijd bekend werd als ‘zwangere man', baart in een ziekenhuis in Bend (Oregon) een gezonde dochter.
- De Russische president Dmitri Medvedev ontslaat de Russische vertegenwoordigster voor het Europese Hof voor Mensenrechten. Veronika Milinchuk had veelvuldig kritiek op Rusland, vooral op het beleid in Tsjetsjenië.
- NOC*NSF-voorzitter Erica Terpstra krijgt in Almere het eerste nummer van 'Goud' uitgereikt. De opbrengsten van deze in principe eenmalige sportglossy komen ten goede aan de organisatie Right to Play, die zich inzet voor kinderen in ontwikkelingslanden.

### 4 juli
- China Southern Airlines begint een lijndienst tussen Guangzhou en Taoyuan. Het is de eerste lijndienst tussen het vasteland van de Volksrepubliek China en Taiwan in bijna 60 jaar.

### 5 juli
- Een 38-jarige man in de Roemeense stad Iasi onthoofdt zijn moeder met een sabel in één slag, omdat ze hem verbood in het huwelijk te treden.
- In de Sint Pieterskerk wordt een man gepakt die deed alsof hij een priester was en probeerde plaats te nemen in een biechtstoel.
- DeWolff uit Limburg wint in Amsterdam de 18e finale van Kunstbende in de categorie Muziek. Nick Dijkstra uit Zeeland krijgt de eerste prijs in de categorie Theater, terwijl Mats Logen uit Overijssel de hoogste eer ontvangt in de categorie Film.
- De noodtoestand in Mongolië wordt opgeheven. In het Aziatische land kwam het na de verkiezingen tot onlusten, waarbij vijf doden vielen en het hoofdkwartier van de regerende Mongoolse Revolutionaire Volkspartij werd platgebrand.

### 6 juli
- De Spaanse tennisser Rafael Nadal wint Wimbledon 2008. In de finale verslaat hij Roger Federer in vijf sets. Voor Nadal is het zijn eerste Wimbledontitel.
- In het noorden van Mexico stort een Amerikaans vrachtvliegtuig neer tijdens een poging te landen op de luchthaven van Ramos Arizpe.
- De rechtspopulistische Burgers in Woede (BIW) nemen voor het eerst hun intrek in een Duits deelstaatparlement. Bij tussentijdse verkiezingen in Bremen veroverde de beweging één zetel.
- Door noodweer in Noord-Italië komen vijftig toeristen vast te zitten in de bergen. Hun terugweg was afgesneden door het vele water van de hevige regen- en hagelbuien.

### 7 juli
- Bij een zelfmoordaanslag op de Indiase ambassade in Kabul komen 41 personen om het leven en raken 139 mensen gewond.
- De voormalige Britse militair Simon Mann (56) wordt veroordeeld tot een gevangenisstraf van 34 jaar en vier maanden, voor zijn rol in een mislukte staatsgreep in Equatoriaal-Guinea.
- De Eerste Kamer stemt in met het Europese Hervormingsverdrag, waardoor Nederland het Verdrag van Lissabon zal ratificeren.
- De moord op de Russische ex-spion Alexander Litvinenko is uitgevoerd met de hulp van de Russische staat. Dat zeggen bronnen binnen de Britse overheid tegen de zender BBC.
- Zorgverzekeraar Menzis dreigt twee thuiszorginstellingen met een kort geding om te voorkomen dat honderden patiënten in Groningen, Overijssel en Gelderland geen zorg meer ontvangen.

### 8 juli
- De Unesco voegt tijdens de zitting te Quebec 19 cultuur- en 8 natuurmonumenten toe aan de Werelderfgoedlijst.

### 9 juli
- Een aanval door onbekenden op het Amerikaanse consulaat in Istanboel leidt tot een vuurgevecht waarin drie aanvallers en drie politiemensen omkomen.
- De 28-jarige politieagente Gabrielle Cevat uit Amstelveen wordt nadat ze een automobilist tot stoppen heeft gedwongen door deze doodgeschoten. Een 49-jarige verdachte van Arubaanse afkomst wordt later opgepakt.

### 10 juli
- De rechtbank in Breda veroordeelt de 42-jarige Amerikaan Carlos H., overtuigd communist en fel anti-imperialist, tot een celstraf van 15 jaar en tbs met dwangverpleging voor de ‘bijlmoord’ op een 22-jarige student op het station van Roosendaal in september vorig jaar.
- Een 40-jarige Nederlandse toeriste die tijdens een vakantie in Oeganda het hoogst ernstige, zeer zeldzame marburgvirus heeft opgelopen, is overleden. De vrouw raakte vrijwel zeker besmet in een vleermuisgrot.
- De rechtbank van Den Haag beslist dat het niet bevoegd is om te oordelen over de verantwoordelijkheid van de Verenigde Naties voor de Val van Srebrenica, waar dertien jaar geleden bijna 7.500 Bosnische moslims omkwamen.

### 11 juli
- Rusland en China maken in de VN-Veiligheidsraad gebruik van hun vetorecht om een ontwerpresolutie ongedaan te maken die voorzag in sancties tegen Zimbabwe.
- Topman Jean-Paul Votron van Fortis stapt op.
- Soedan zal zich "met alle mogelijke middelen verzetten" tegen een mogelijke aanklacht tegen zijn president Omar al-Bashir door het Internationaal Strafhof (ICC).
- De nieuwe iPhone 3G van Apple wordt gekraakt door medewerkers van de gadget-website gizmodo.com, zo maakt de website bekend.

### 12 juli
- Politie en brandweer zoeken tevergeefs naar een opvarende van een boot die bij een aanvaring met een zeiljacht op de Rijn bij Arnhem overboord is geslagen. Behalve de man waren ook drie kinderen aan boord van de polyester boot. Twee van hen kwamen ook in het water terecht, maar konden door de schipper van de zeilboot en een getuige worden gered.
- De sinds 1986 vermiste Israëlische luchtmachtpiloot Ron Arad is dood. Dat zegt de Libanese militie Hezbollah in een rapport dat het via de VN-bemiddelaar heeft overhandigd aan Israël.
- De politie en brandweer in Amsterdam ontruimen ongeveer veertig woningen nadat rond acht uur de bliksem is ingeslagen in een schoorsteen. Het gaat om een 50 meter hoge schoorsteen op een binnenplaats van de voormalige lettergieterij Tetterode aan de Da Costakade in Amsterdam-West.
- Een Italiaanse man die zijn rijexamen over moest doen vanwege zijn geaardheid, krijgt 100.000 euro schadevergoeding van de overheid, zo bepaalt een rechtbank in Catania op Sicilië.

### 13 juli
- De Belgische brouwerij InBev neemt de Amerikaanse concurrent Anheuser-Busch voor een bedrag van vijftig miljard dollar over en wordt daardoor 's werelds grootste brouwerij.
- In Parijs wordt de Unie voor het Middellandse Zeegebied opgericht.
- Paus Benedictus XVI brengt een bezoek van tien dagen aan Australië.

### 14 juli
- De Belgische premier Yves Leterme biedt koning Albert het ontslag van zijn regering aan omdat de Nederlandstaligen en Franstaligen binnen en buiten zijn regering het niet eens kunnen worden over de staatshervorming en de kwestie rond de kieskring Brussel-Halle-Vilvoorde.

### 15 juli
- Tientallen personen raken gewond door een ongeval met een attractie in het pretpark Liseberg in Gothenburg. Achttien mensen moeten naar het ziekenhuis.
- De eerste etappe van de Nijmeegse Vierdaagse telt 438 deelnemers uitvallers.
- De gemeente Den Haag gaat vanaf 1 augustus 200 euro subsidie geven op het inbouwen van roetfilters in particuliere dieselpersonenauto's.

### 16 juli
- Hezbollah en Israël wisselen aan de Libanees-Israëlische grens diverse (dode) personen uit. Hezbollah overhandigt de lichamen van de twee door haar in juli 2006 ontvoerde Israëlische soldaten, wat voor Israël de aanleiding vormde om een oorlog tegen Hezbollah te beginnen, de Israëlisch-Libanese Oorlog.

### 17 juli
- In een basisschool aan de Kortvoort in Amsterdam-Zuidoost woedt een grote brand.
- Yves Leterme blijft premier van België. De Belgische koning heeft zijn aanvraag tot ontslag geweigerd.
- IBM, 's werelds grootste IT-bedrijf, ontsnapt in het tweede kwartaal aan de teruglopende Amerikaanse economie. Het bedrijf meldt een winststijging van 22 procent ten opzichte van 2007.
- Een Chileense rechter klaagt een plaatsvervanger van wijlen dictator Augusto Pinochet aan wegens de 'verdwijning' van vijf politieke tegenstanders. Ook twee andere kopstukken worden aangeklaagd.

### 18 juli
- De Vierdaagsefeesten in Nijmegen trekken in totaal 1,3 miljoen bezoekers naar de Waalstad, zo meldt de organisatie. In totaal hebben 34.962 wandelaars de Vierdaagse uitgelopen.
- Twee Europese gevechtsvliegtuigen komen niet meer in aanmerking als opvolger van de F-16. Daarmee stijgen de kansen van de Amerikaanse JSF, het favoriete toestel van de luchtmacht.
- De douane vindt in de haven van Amsterdam ongeveer 13.000 kilo marihuana aan boord van een schip. De onderschepte softdrugs is door de Fiscale inlichtingen- en opsporingsdienst (FIOD) in beslag genomen. Het spul heeft een straatwaarde van circa 40 miljoen euro.
- De Amerikaanse hypotheekbank Freddie Mac wil 5,5 miljard dollar ophalen door de uitgifte van nieuwe aandelen.

### 19 juli
- Op Rotterdam Airport landt om even na kwart over tien de eerste zogeheten parasolvlucht. Wereldwijd hulpverlener Mondial Assistance zet voor de eerste keer een eigen vliegtuig in om zieke en gewonde vakantiegangers te repatriëren.
- Na drie dagen leidt de 53-jarige Australiër Greg Norman de ranglijst van het golftoernooi op Royal Birkdale. Hij heeft twee slagen voorsprong op titelverdediger Padraig Harrington uit Ierland en de Koreaan K.J. Choi.
- Met rond 1,6 miljoen bezoekers vestigt de Love Parade in Duitsland een nieuw record.
- Paus Benedictus XVI biedt bij de Wereldjongerendagen in Sydney zijn excuses aan voor het seksueel geweld door katholieke geestelijken in Australië.
- De organisatie van de Red Bull Air Race in Rotterdam moet het evenement vroegtijdig stoppen wegens het slechte weer.

### 20 juli
- Zimbabwe krijgt een bankbiljet van honderd miljard Zimbabwaanse dollar. Door de enorme inflatie voldoen oudere bankbiljetten niet meer. Officieel is de inflatie 2,2 miljoen procent.

### 21 juli
- Radovan Karadžić, leider van de Servische Republiek van Bosnië en Herzegovina tijdens de Bosnische Oorlog en gezocht door het Joegoslavië-tribunaal, wordt in de Servische hoofdstad Belgrado gearresteerd.
- President Robert Mugabe en oppositieleider Morgan Tsvangirai van Zimbabwe beginnen met onderhandelingen over de toekomst van het land.
- Het parlement van Nepal kiest de allereerste president van het land, Ram Baran Yadav van de Nepalese Congrespartij. Hij verslaat de kandidaat van de Communistische Partij van Nepal (Maoïstisch), Ram Raja Prasad Singh.
- De Prijs voor de Democratie 2008 wordt toegekend aan Red de Solidariteit.

### 22 juli
- Internetbedrijf Yahoo! boekt in het tweede kwartaal een nettowinst van 131 miljoen dollar. Dat is bijna 20 procent minder dan een jaar eerder.
- De haven van Breskens (Zeeland) wordt ontruimd vanwege de vondst van een granaat. Het projectiel wordt bij het vallen van de avond door de Explosievenopruimingsdienst (EOD) op een zandplaat in de Westerschelde tot ontploffing gebracht.
- De Europese Unie is ‘zeer bezorgd’ over de geplande executie van twee minderjarige jongens in Iran, zo staat in een verklaring.

### 23 juli
- In de Franse kerncentrale Tricastin, waar eerder deze maand 30 kubieke meter uraniumhoudende vloeistof uit een container lekte, doet zich een nieuw ongeluk voor. Ongeveer honderd mensen raken tijdens onderhoudswerkzaamheden in de centrale "licht" radioactief besmet.
- Met windsnelheden van 160 kilometer per uur bereiktorkaan Dolly het toeristeneiland South Padre Island vlak voor het vasteland van de Amerikaanse staat Texas.
- Saunier Duval beëindigt met onmiddellijke ingang zijn activiteiten als wielersponsor. De maatregel van de producent van verwarmingsketels volgt op de positieve dopingtest van de Italiaanse wielrenner Riccardo Ricco in de Ronde van Frankrijk.
- Guus Hiddink krijgt een premie van 3 miljoen euro voor het voor Rusland succesvol verlopen EK voetbal. Met de Nederlandse bondscoach drong het Russisch voetbalelftal door tot de halve finale, waarin het verloor van de latere kampioen Spanje.

### 24 juli
- Bij een bomaanslag in een bus in de Zuid-Filipijnse stad Digos City komen drie inzittenden om het leven en raken tien anderen gewond.

### 25 juli
- Een Boeing 747 van de luchtvaartmaatschappij Qantas onderweg van Londen naar Melbourne maakt een geslaagde noodlanding op Ninoy Aquino International Airport in Manilla met een groot gat in de romp.

### 26 juli
- NAVO-landen stemmen ermee in om meer troepen naar het zuiden van Afghanistan te sturen.
- Hevige regenbuien en onweer veroorzaken veel overlast in Nederland. Straten komen blank te staan en kelders lopen vol met regenwater. Een boerderij in het Gelderse Voorthuizen brandt af na blikseminslag.
- In de Verenigde Staten pleegt de voortvluchtige 'spamkoning' Edward Davidson zelfmoord.
- Vier directieleden van de luchtvaartmaatschappij British Airways hangt een gevangenisstraf van vijf jaar boven het hoofd omdat ze prijsafspraken zouden hebben gemaakt. Dat meldt de website van The Sunday Times.
- Duizenden Bosnische Serviërs in de Republika Srpska, de Servische entiteit binnen Bosnië, betuigen hun steun aan hun opgepakte voormalige leider Radovan Karadzic.

### 27 juli
- Bij een dubbele bomaanslag in Istanboel komen 17 mensen om en raken 150 gewond. Autoriteiten vermoeden dat de PKK verantwoordelijk is, maar deze ontkent betrokkenheid.
- Carlos Sastre wint de 95e editie van de Ronde van Frankrijk. In de laatste etappe behoudt hij zijn voorsprong op de nummer twee in het klassement, Cadel Evans. Óscar Freire is de winnaar van het puntenklassement. De bolletjestrui blijft in handen van Bernhard Kohl.

### 28 juli
- De Raad van State geeft een negatief advies over het plan van staatssecretaris Ahmed Aboutaleb van Sociale Zaken om mensen in de bijstand met behoud van een uitkering aan het werk te zetten in zogeheten participatiebanen.
- Het hoofd van de Verenigde Naties, Ban Ki-Moon, roept alle partijen in conflictgebieden op de wapens neer te leggen gedurende de Olympische Spelen van 8 tot 24 augustus in Peking.
- De onderhandelingen tussen de Zimbabwaanse regeringspartij ZANU-PF en oppositiepartij MDC bereiken een dood punt. Volgens een woordvoerder van de oppositie hebben de onderhandelaars nog geen compromis weten te bereiken over een regering van nationale eenheid.
- Twaalf pasgeboren baby's worden in het VU medisch centrum in Amsterdam in allerijl overgeplaatst naar een andere afdeling als op de afdeling waar ze lagen te veel koolmonoxide in de lucht werd gemeten.
- Het Israëlische ministerie van Defensie laat een stuk van de omstreden afscheidingsmuur met de Westelijke Jordaanoever weghalen. Door de maatregel komt 260 hectare door Israël geconfisqueerd land opnieuw in handen van Palestijnen.
- Wielrenster Marta Bastianelli wordt bij een dopingcontrole positief bevonden. De 21-jarige Italiaanse, die vorig jaar in Stuttgart de wereldtitel op de weg veroverde, is volgens het Italiaans persbureau Ansa begin juli tijdens de Europese titelstrijd voor renners onder 23 jaar in Verbania door de mand gevallen.

### 29 juli
- In Sarajevo worden zeven Bosnische Serviërs tot celstraffen tussen 38 en 42 jaar veroordeeld voor hun aandeel in de genocide op Bosnische moslims tijdens de Val van Srebrenica.
- In de buurt van de pro-Karadzic-demonstratie in de Servische hoofdstad Belgrado komt het tot ongeregeldheden. Ruim honderd oproerkraaiers, onder wie voetbalhooligans, bekogelen de oproerpolitie met stenen en andere voorwerpen. De politie reageert met traangas en rubberkogels.
- Een rechtbank in Soedan veroordeelt acht rebellen uit de regio Darfur ter dood wegens hun betrokkenheid bij een verrassingsaanval op Khartoum in mei. Het is een van de eerste processen tegen leden van de rebellenbeweging JEM die de aanval uitvoerden.
- De Afghaanse politie arresteert op last van president Hamid Karzai een journalist wegens kritiek op twee ministers.
- Italië gaat 4000 militairen inzetten bij de bestrijding van criminaliteit en illegale immigratie. Het grootste deel van de soldaten patrouilleert vanaf maandag in de straten van grote steden als Rome, Milaan, Napels en Palermo.

### 30 juli
- Mediaset, het mediaconcern van de Italiaanse premier Silvio Berlusconi, eist 500 miljoen euro schadevergoeding van Google en zijn dochterbedrijf YouTube voor het illegaal aanbieden van 325 uur Mediaset-videomateriaal, verdeeld over 4500 filmpjes.
- De Israëlische premier Ehud Olmert kondigt aan dat hij in september zal aftreden als premier en als leider van de Kadimapartij vanwege de corruptiezaken waarin hij verwikkeld is geraakt.
- De voormalige Bosnisch-Servische leider Radovan Karadžić wordt in het holst van de nacht overgebracht van Belgrado naar de gevangenis van het Joegoslaviëtribunaal in Scheveningen, waar hij zich zal moeten verantwoorden voor oorlogsmisdrijven, misdrijven tegen de menselijkheid en de genocide op 8000 moslimmannen tijdens de Val van Srebrenica op 11 juli 1995.

### 31 juli
- Nasa zegt het water op de planeet Mars te hebben "aangeraakt en geproefd" in een bodemmonster van de ruimtesonde Phoenix. De Phoenix-missie is vanwege het succes direct met vijf weken verlengd tot eind september.

<< · januari · februari · maart · april · mei · juni · juli · augustus · september · oktober · november · december · >>